# Аліди
Аліди — нащадки двоюрідного брата пророка Мухаммеда Алі ібн Абу Таліба та доньки пророка Мухаммеда Фатіми.
Найвідомішими Алідами є нащадки синів Алі ібн Абу Таліба — Хасана ібн Алі, Хусейна ібн Алі і Мухаммеда ібн аль-Ханафі. Алідів, нащадків Хасана, називають шаріфами, а нащадків Хусейна — сеїдами.
 Прихильники Алідів впродовж кількох століть вели боротьбу проти влади Халіфату та інших мусульманських держав. Вони вірили, що з приходом Алідів до влади на землі настане царство спокою і справедливості. Особливе значення надавалось місії «прихованого імама» — нащадка Алі, який не помер і повинен повернутися щоб очолити шиїтів. Кожна шиїтська секта проголошувала «прихованим імамом» свого лідера. Ці погляди призвели до утворення у шиїзмі різних містичних вчень.
 У ході збройної боротьби, різним гілкам Алідів вдавалось приходити до влади в різних регіонах мусульманського світу. Ними були створені різні державні утворення в Ємені, Північній Африці, Ірані. Могили найвідоміших Алідів є об'єктами паломництв шиїтів.